# How It Go
How It Go è un singolo del rapper statunitense King Von, pubblicato il 28 Agosto 2020 da Only the Family Entertainment e EMPIRE Distribution come singolo estratto dal suo primo album in studio Welcome to O'Block.

## Descrizione
Nel brano, King Von racconta, con uno dei suoi storytelling meglio riusciti, della difficile esperienza all'interno del carcere della Contea di Cook (Illinois), e gli eventi che seguirono il suo rilascio, con particolare enfasi nel raccontare le complicazioni che incontra un uomo appena uscito dal carcere, che lo portano inevitabilmente a fare due scelte principali: delinquere per sopravvivere e tornare definitivamente dentro; o industriarsi per crescere e fare soldi nella legalità.

## Video musicale
Il video raffigura quello che è a grandi linee il concetto del brano, ma con la storia che ruota attorno ad un colpo mancato all'inizio del girato, da parte del protagonista, quale King Von stesso, verso un suo "opp". La stessa persona verrà poi eliminata dallo stesso Von alla fine del video e tale evento segnerà il suo ritorno in carcere.
Questo vuole passare come contrapposizione alla "giusta scelta" che il protagonista avrebbe potuto fare, uscendo dal vortice della vita di strada.

## Tracce
1. How It Go – 3:52